# Hidalgo Joshil
Hidalgo Joshil es una localidad del estado mexicano de Chiapas. Es parte del municipio de Tumbalá.

## Toponimia
El nombre «Hidalgo» rinde homenaje a Miguel Hidalgo, héroe de la Independencia de México y considerado Padre de la patria.

## Demografía
| Gráfica de evolución demográfica |
|                                  |

| Censo | Población |
| ----- | --------- |
| 1900  | 323       |
| 1910  | 390       |
| 1921  | 326       |
| 1930  | 380       |
| 1940  | 546       |
| 1950  | 553       |
| 1960  | 733       |
| 1970  | 1 178     |
| 1980  | 1 123     |
| 1990  | 1 929     |
| 2000  | 2 082     |
| 2010  | 2 496     |
| 2020  | 2 932     |